# 克蘿伊·西姆斯
克蘿伊·西姆斯（英語：Chloe Sims，1981年11月2日—），英格蘭電視名流、模特兒和商人。她以在英國真人實境秀《埃塞克斯是唯一的生活方式》中以本人的身份出演而聞名。
2014年在電影《流氓工厂》客串了一名冰淇淋車女孩。

## 早期生活
克蘿伊·西姆斯出生於英格蘭倫敦的紐伯里公園。

## 個人生活
西姆斯有著DD罩杯的胸圍，且據整形外科醫生的看法，認為她肯定是隆過胸。
在出演《埃塞克斯是唯一的生活方式》時期，她和勞倫·波普成為了好友，也和埃利奧特·萊特有過一段戀情。

## 外部連結
- 克蘿伊·西姆斯在互联网电影资料库（IMDb）上的資料（英文）
- 克蘿伊·西姆斯的X（前Twitter）
- 克蘿伊·西姆斯的Instagram帳戶